# Berlin (Wisconsin)
Berlin es una ciudad ubicada en los condados de Green Lake y Waushara, Wisconsin, Estados Unidos. Según el censo de 2020, tiene una población de 5571 habitantes.
La ciudad está situada principalmente en el municipio de Berlin, condado de Green Lake, pero abarca también una parte muy pequeña en el municipio de Aurora, condado de Waushara. 

## Geografía
La localidad está ubicada en las coordenadas 43°58′14″N 88°57′1″O / 43.97056, -88.95028. Según la Oficina del Censo de los Estados Unidos, Berlin tiene una superficie total de 16.55 km², de la cual 14.97 km² corresponden a tierra firme y 1.58 km² es agua.

## Demografía
Según el censo de 2020, hay 5571 personas residiendo en Berlín. La densidad de población es de 372.14 hab./km². El 86.20% de los habitantes son blancos, el 0.84% son afroamericanos, el 0.86% son amerindios, el 0.81% son asiáticos, el 0.20% son isleños del Pacífico, el 4.43% son de otras razas y el 6.66% son de una mezcla de razas. Del total de la población, el 10.82% son hispanos o latinos de cualquier raza.